# Johann Friedrich August von Ende
Johann Friedrich August von Ende (* 4. November 1780 in Merseburg; † 1. April 1834) war ein königlich-westphälischer Gardegeneral der Gewässer und Forsten sowie Rittergutsbesitzer.

## Leben
Er stammte aus dem meißnischen Adelsgeschlecht von Ende und war der Sohn des Erbherrn auf Roitzsch und königlich-sächsischen Oberhofrichters wie auch stift-merseburgischen Kammerrats Carl Bernhard von Ende († 3. Oktober 1807). Der königlich-polnische und kurfürstlich-sächsische Geheime Rat, Oberhofrichter, Direktor des Konsistoriums Leipzig sowie Rittergutsbesitzer Carl Gottlob von Ende (1700–1771) war sein Großvater. Sein jüngerer Bruder war der königlich-sächsische Geheime Rat, Amtshauptmann und Kurator der Universität Leipzig sowie Rittergutsbesitzer, Carl Heinrich Konstantin von Ende.
Johann Friedrich August von Ende nutzte die sich bietenden Zeitumstände und trat ohne Umschweife als gebürtiger Kursachse in den Dienst des Königs von Westphalen, der nach der Schlacht von Jena und Auerstedt große Teile des Königreichs Preußen besetzt hatte und in Kassel das Königreich Westphalen ausrufen ließ. Als Gardegeneral war von Ende ab 1808 für die westphälischen Gewässer und Forsten zuständig. Doch im Zuge der Befreiungskriege und der Auflösung des Königreichs Westphalen verlor er diese Funktion. 1815 lebte er mit seiner Familie in Waldau bei Kassel, später in Greifenhain (Spree-Neiße).

## Familie
Er heiratete Antoinetta Carolina Wilhelmina Charlotta vom Hagen aus Koditz. Aus dieser Ehe ging als einziger Sohn Carl Ludwig August von Ende hervor, der in den Freiherrstand erhoben wurde und von 1815 bis 1889 lebte.

## Nachlass
In der sächsischen Universitäts- und Landesbibliothek (SLUB) in Dresden befindet sich ein Teil seines schriftlichen Nachlasses.